# Michael Pollan
Michael Kevin Pollan (/ˈpɒlən/; Long Island, 6 de fevereiro de 1955) é um escritor, jornalista e professor estadunidense. Ele é professor de Ciência e Jornalismo Ambiental e diretor do Programa Knight em Ciência e Jornalismo Ambiental na Escola de Pós-Graduação em Jornalismo da Universidade da Califórnia em Berkeley, onde em 2020 foi cofundador do Centro de Ciência de Psicodélicos, no qual lidera o programa de educação pública. Pollan é mais conhecido por seus livros que exploram os impactos socioculturais da comida, como The Botany of Desire e The Omnivore's Dilemma, e a história das drogas psicodélicas, como How to Change Your Mind.

## Início da vida e educação
Pollan nasceu em uma família judia em Long Island, Nova Iorque. Ele é filho do autor e consultor financeiro Stephen Pollan e da colunista Corky Pollan.
Depois de estudar no Mansfield College, Oxford, até 1975, Pollan recebeu um bacharelado em Inglês pelo Bennington College em 1977 e um mestrado em Inglês pela Columbia University em 1981.

## Filmografia
- Food, Inc. (2008)
- Cooked (2016)
- How to Change Your Mind (2022)
- Food, Inc. 2 (2023)

## Reconhecimento
Em 2015, Pollan recebeu o Prêmio Washburn do Museu de Ciência de Boston, concedido anualmente a "um indivíduo que fez uma contribuição notável para a compreensão e apreciação pública da ciência e do papel vital que ela desempenha em nossas vidas" e foi nomeado membro do Radcliffe Institute for Advanced Study da Universidade Harvard.
Em 2016, Pollan recebeu o título honorário da Universidade de Ciências Gastronômicas.
Ele também ganhou o prêmio James Beard Leadership, o Reuters World Conservation Union Global Awards em jornalismo ambiental, o James Beard Foundation Awards para melhor série de revistas em 2003 e o Genesis Award da Humane Society dos Estados Unidos. Seus artigos foram antologados em Best American Science Writing (2004), Best American Essays (1990 e 2003), The Animals: Practicing Complexity (2006) e Norton Book of Nature Writing (1990). Em 2008, Pollan recebeu a Medalha Internacional de Humanidades da Universidade de Washington.

## Críticas
Na revista do American Enterprise Institute, Blake Hurst argumenta que Pollan oferece uma avaliação superficial da pecuária industrial que não leva em conta os custos. Daniel Engber criticou Pollan na Slate por argumentar que a comida é um assunto muito complexo para ser estudado cientificamente e culpar o reducionismo pelos problemas de saúde atuais, ao mesmo tempo em que usa a pesquisa nutricional para justificar seus próprios conselhos sobre dieta. Engber comparou o "método anticientífico" de Pollan à retórica usada por gurus da saúde que vendem golpes de dieta.
O trabalho de Pollan também foi discutido e criticado por Jonathan Safran Foer em seu livro de não ficção Eating Animals. Foer critica o argumento de Pollan sobre a camaradagem à mesa. De acordo com Foer, Pollan alega que um convidado vegetariano causa inconveniência socialmente repreensível para o anfitrião. Foer responde que no ano de 2010 é mais fácil para os anfitriões acomodar vegetarianos do que locavores, pois os anfitriões precisarão fazer uma pesquisa extensa para encontrar carne (cara) não produzida em fazendas industriais.
Pollan foi acusado por Jon Entine, que apoia os OGM (organismos geneticamente modificados), de usar sua influência para promover "ciência lixo anti-OGM". Vários cientistas e jornalistas caracterizaram de forma semelhante o trabalho de Pollan como tendencioso contra os OGM. Por exemplo, depois que Pollan postou um tweet que criticava um artigo do The New York Times sobre OGM, o biólogo da UC Berkeley Michael Eisen postou um tweet chamando o comentário de Pollan de "um novo ponto baixo até mesmo na 'cruzada anti-OGM' de Pollan". Em resposta à declaração de Pollan de que os OGM têm sido uma "tremenda decepção", o escritor de alimentos James Cooper criticou a tendência de Pollan de citar fontes científicas ruins ou selecionadas.
Em 2014, Pollan co-organizou uma discussão e debate informal sobre o tema da modificação genética na UC Berkeley, com a proeminente geneticista de plantas Pamela Ronald, professora da UC Davis, cuja posição baseada em pesquisa "discorda fortemente da visão de Pollan de que as culturas OGM, em geral, estão falhando". Um repórter do New Yorker observou que a base estudantil amplamente anti-OGM de Pollan na discussão em si constituía "um tipo de monocultura", mas que Pollan buscava "introduzir uma espécie invasora" ao envolver Ronald. O evento, embora previsivelmente contencioso, supostamente produziu um raro exemplo de troca cortês e produtiva entre os dois principais pontos de vista fortemente opostos sobre culturas geneticamente modificadas.